# ویکتور فارواک
ویکتور فارواک (انگلیسی: Victor Farvacques; ۳۰ سپتامبر ۱۹۰۲ – ۲۵ آوریل ۱۹۴۰) بازیکن فوتبال اهل فرانسه بود.
از باشگاه‌هایی که در آن بازی کرده‌است می‌توان به اشاره کرد.
وی همچنین در تیم ملی فوتبال فرانسه بازی کرده‌است.